# مايكل كارتر ويليامز
مايكل كارتر ويليامز (بالإنجليزية: Michael Carter-Williams)‏ مواليد 10 أكتوبر 1991، هو لاعب كرة سلة أمريكي يلعب مع فريق ميلووكي باكز في الرابطة الوطنية لكرة السلة ويحمل الرقم 5. يبلغ طوله 6 قدم 6 بوصة (2.0 م).

## فرق لعب لها
- فيلادلفيا سفنتي سيكسرز
- ميلووكي باكز

## روابط خارجية
- مايكل كارتر ويليامز على موقع إن بي أي (الإنجليزية)
- مايكل كارتر ويليامز على موقع سبورتس رفرنس (الإنجليزية)
- مايكل كارتر ويليامز على موقع كرة السلة الأوروبية.كوم (الإنجليزية)
- مايكل كارتر ويليامز على موقع DraftExpress.com (الإنجليزية)
- مايكل كارتر ويليامز على موقع إي إس بي إن.كوم (الإنجليزية)
- مايكل كارتر ويليامز على موقع كلية كرة السلة في سبورتس رفرنس.كوم (الإنجليزية)
- مايكل كارتر ويليامز على موقع ريلجم (الإنجليزية)
- مايكل كارتر ويليامز على موقع بروبوليرز (الإنجليزية)